# The Conspirators
The Conspirators (bra Conspiradores, ou Os Conspiradores) é um filme estado-unidense de 1944, do género drama romântico, realizado por Jean Negulesco, com roteiro de Vladimir Pozner e Leo Rosten baseado no romance The Conspirators, de Frederic Prokosch.

## Elenco
- Hedy Lamarr como Irene Von Mohr
- Paul Henreid como Vincent Van Der Lyn
- Sydney Greenstreet como Ricardo Quintanilla
- Peter Lorre como Jan Bernazsky
- Victor Francen como Hugo Von Mohr
- Joseph Calleia como coronel Pereira
- Carol Thurston como Rosa, a filha de Miguel
- Vladimir Sokoloff como Miguel, pescador português
- Eduardo Ciannelli como tenente-coronel Almeida
- Steven Geray como dr. Schmitt
- Kurt Katch como Otto Lutzke
- Aurora Miranda como fadista

## Produção
A produção do filme ocorreu no final de abril até meados de maio de 1944. O título provisório era Give Me This Woman. O filme ainda conta com uma pequena participação de Aurora Miranda, irmã de Carmen Miranda, num número musical.

## Recepção
Bosley Crowther, crítico do The New York Times, descreveu The Conspirators como "um espectáculo decepcionante. E, de facto, seria bastante vexatório, se viesse com menos capacidade."